# Rutka-Tartak
Rutka-Tartak, (Lituano: Rūtelės valsčius) è un comune rurale polacco del distretto di Suwałki, nel voivodato della Podlachia.
Ricopre una superficie di 92,32 km² e nel 2004 contava 2 301 abitanti.